# Nicolosi (cognome)
Nicolosi è un cognome di lingua italiana.

## Varianti
Nicoloso.

## Origine e diffusione
Cognome tipicamente siciliano, è presente prevalentemente nel catanese.
Potrebbe derivare dal toponimo Nicolosi.
In Italia conta circa 1962 presenze.

## Persone
- Francesco Nicolosi (1954) – pianista italiano
- Giovan Battista Nicolosi (1610-1670) – geografo italiano
- Giuseppe Nicolosi (1901-1981) – ingegnere, architetto e urbanista italiano